# Віллар-ле-Домб
Вілла́р-ле-Домб (фр. Villars-les-Dombes) — муніципалітет у Франції, у регіоні Овернь-Рона-Альпи, департамент Ен. Населення — 4954 особи (01.01.2021).
Муніципалітет розташований на відстані близько 380 км на південний схід від Парижа, 31 км на північний схід від Ліона, 28 км на південний захід від Бург-ан-Бресса.

## Історія
До 2015 року муніципалітет перебував у складі регіону Рона-Альпи. Від 1 січня 2016 року належить до нового об'єднаного регіону Овернь-Рона-Альпи.

## Демографія
Динаміка населення (INSEE і Cassini ):

## Економіка
2010 року серед 2868 осіб працездатного віку (15—64 років) 2157 були активними, 711 — неактивними (показник активності 75,2%, у 1999 році було 73,8%). З 2157 активних мешканців працювало 2035 осіб (1076 чоловіків та 959 жінок), безробітними було 122 (49 чоловіків та 73 жінки). Серед 711 неактивних 298 осіб було учнями чи студентами, 270 — пенсіонерами, 143 були неактивними з інших причин.

У 2010 році в муніципалітеті числилось 1743 оподатковані домогосподарства, у яких проживали 4200,5 особи, медіана доходів виносила 20 129 євро на одного особоспоживача